# Дзевенчолы
Дзевенчо́лы (пол. Dziewięcioły) — село в сельской гмине Мехув Мехувского повята Малопольского воеводства.
Село располагается в 13 км от административного центра повята города Мехув и в 33 км от административного центра воеводства города Краков.
Население — около 230 человек (2006).
В 1975—1998 годах входило в состав Келецкого воеводства, административным центром которого являлся город Кельце (село находилось на территориях, находящихся рядом с территориями, административно подчинёнными Кракову).
С 1999 входит в Малопольское воеводство.